# Advanced Micro Devices

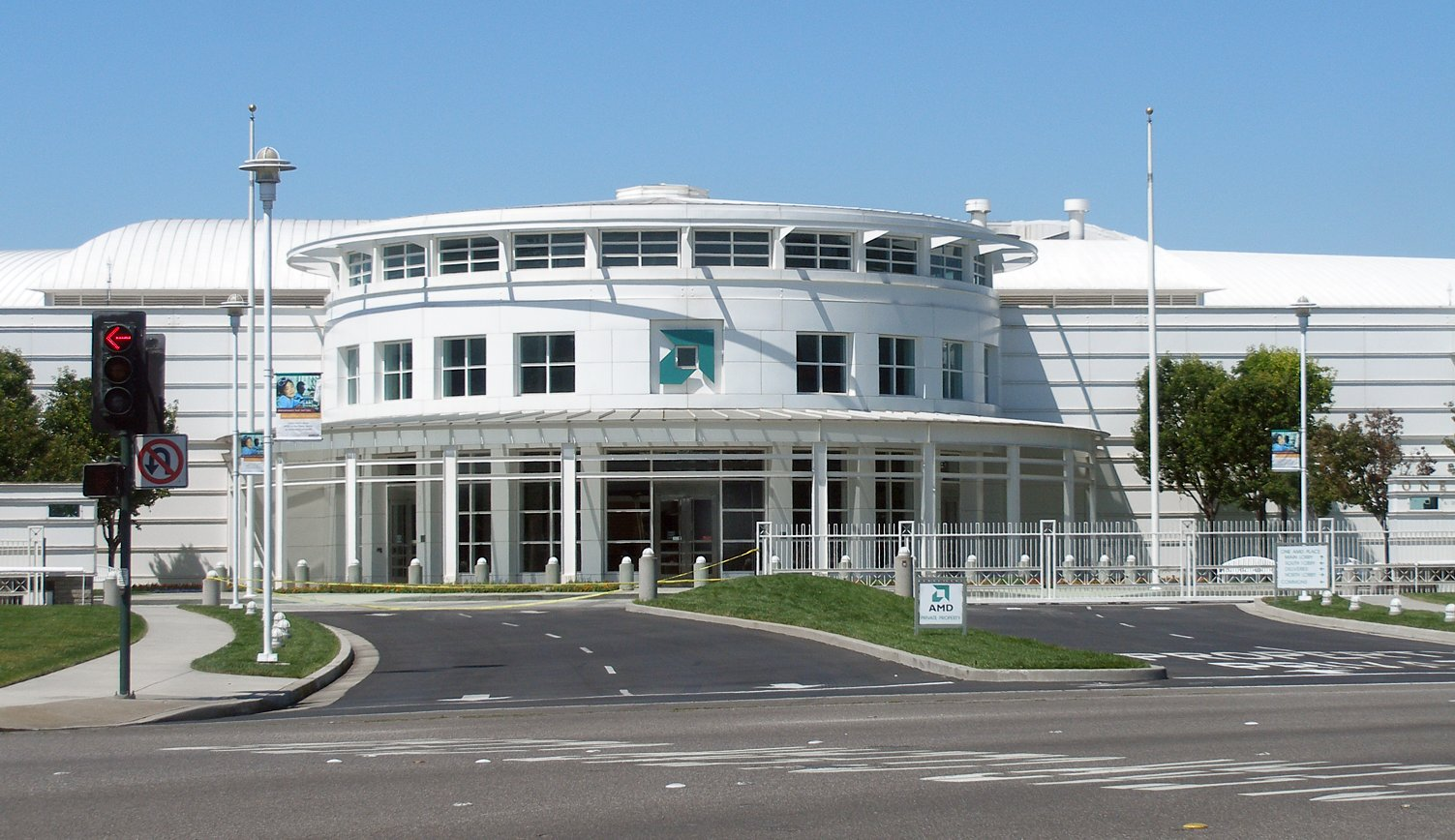
Była siedziba główna w Sunnyvale, zburzona w 2019

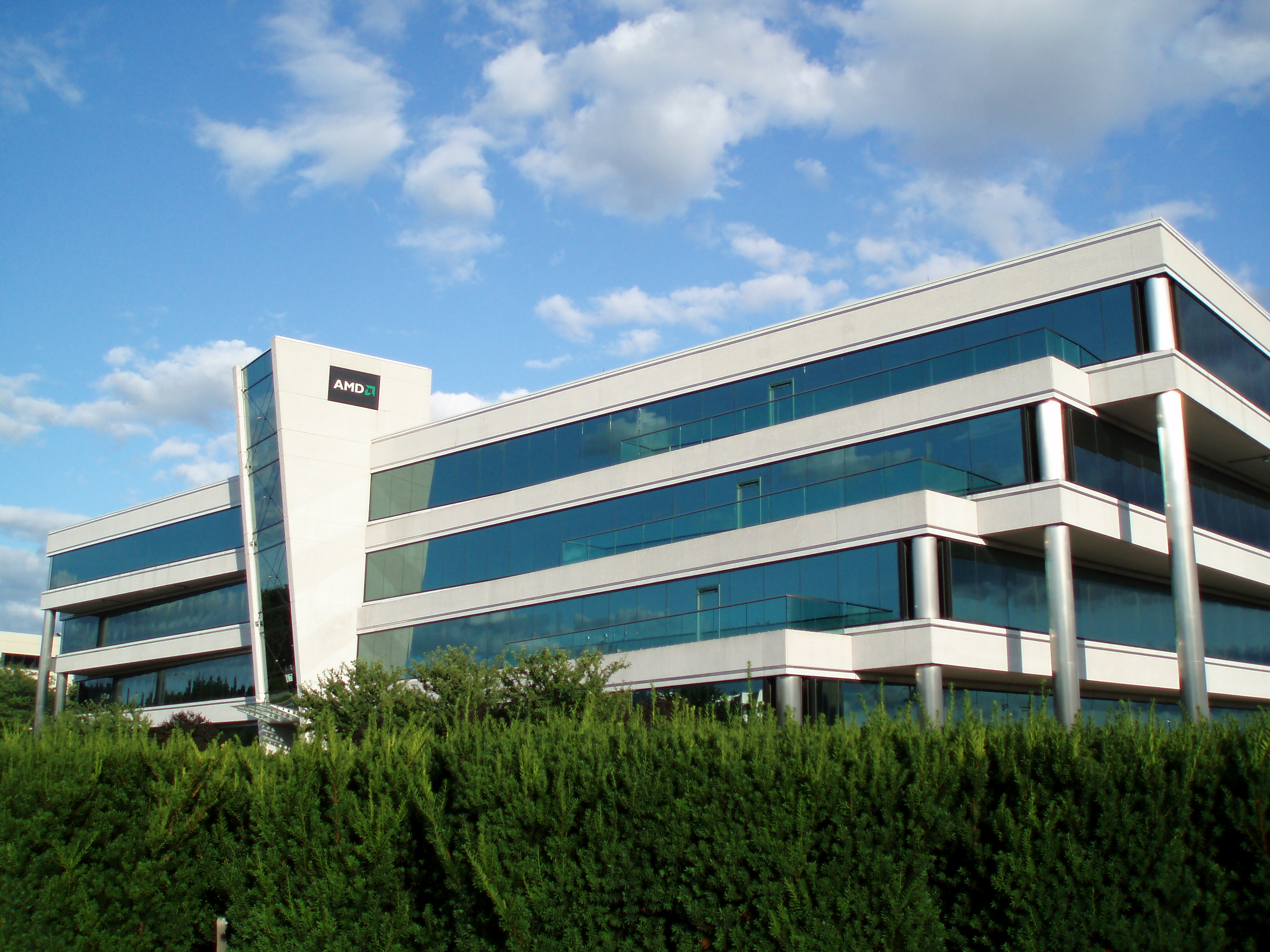
Kampus AMD w Markham w Kanadzie, dawna kwatera główna ATI

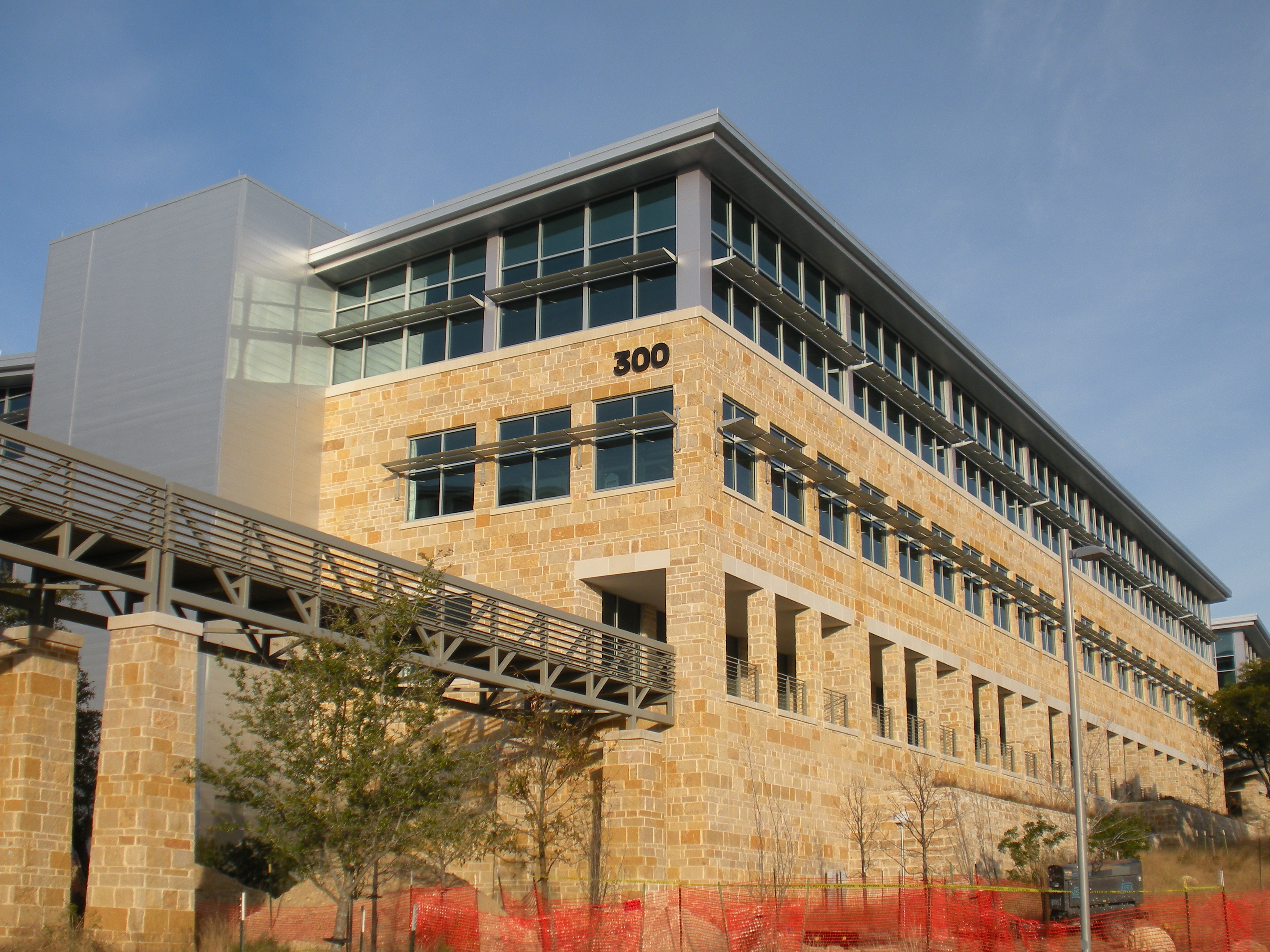
Kampus AMD w Austin posiadający certyfikat LEED

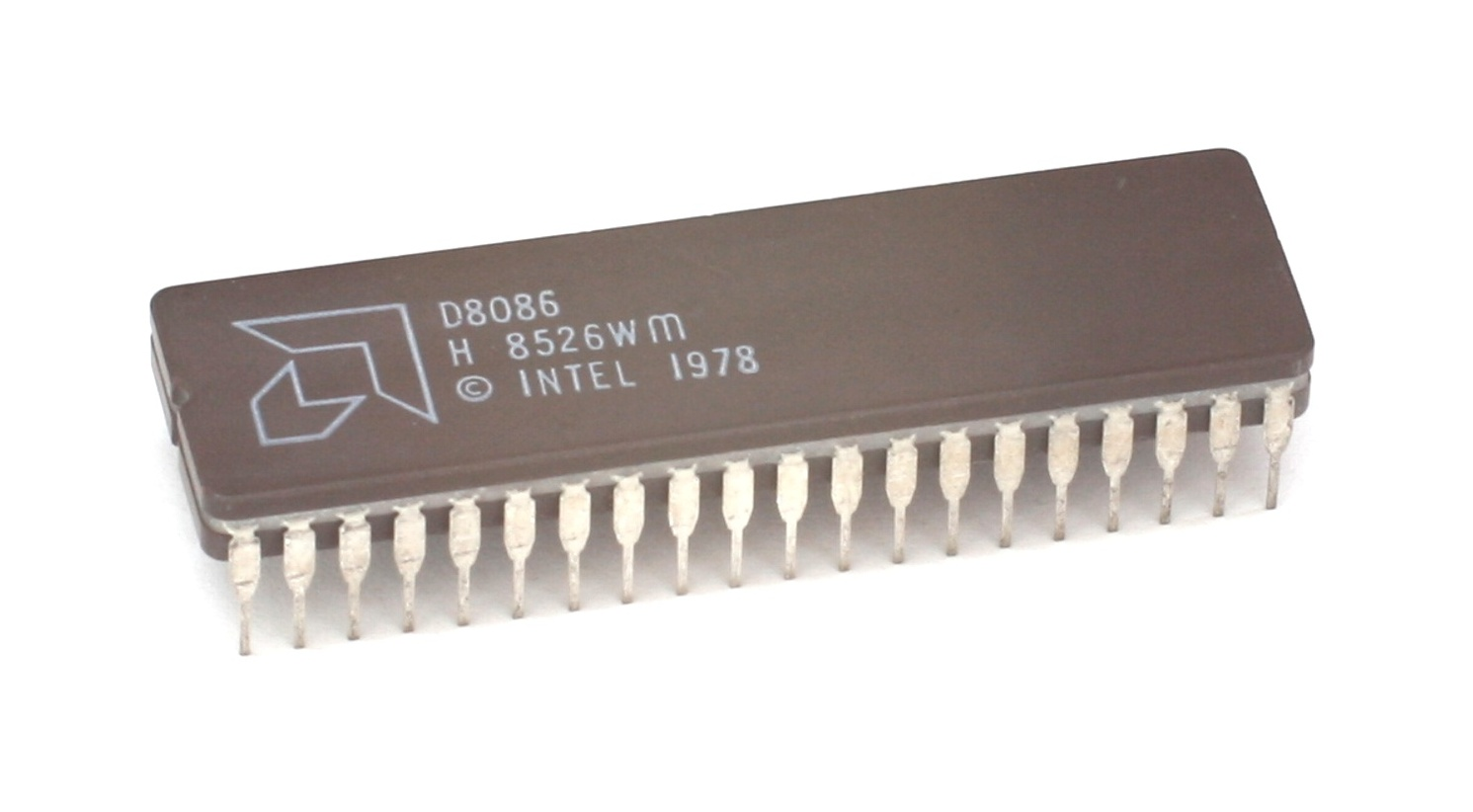
Procesor typu Intel 8086 wyprodukowany przez AMD

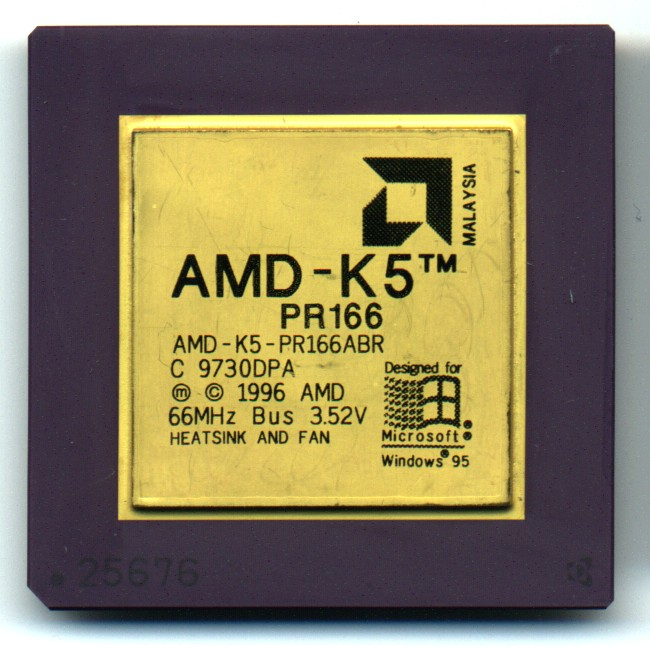
Procesor AMD K5 PR166 – jeden z pierwszych układów zaprojektowanych bezpośrednio przez AMD

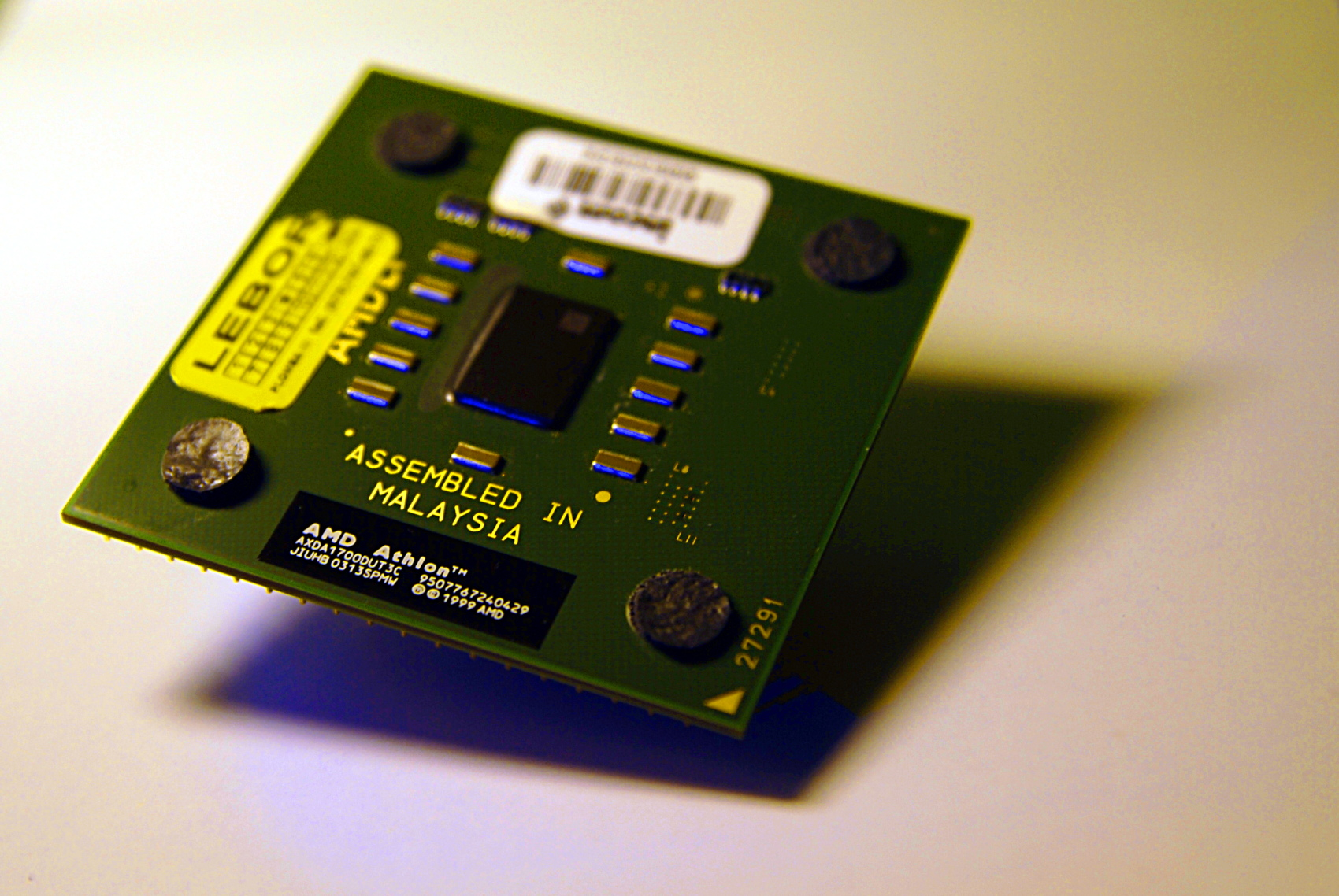
Procesor AMD Athlon o taktowaniu fabrycznym 1700 MHz

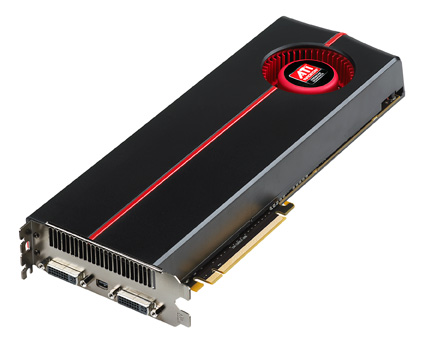
Karta graficzna Radeon 5950, jeszcze pod marką ATI

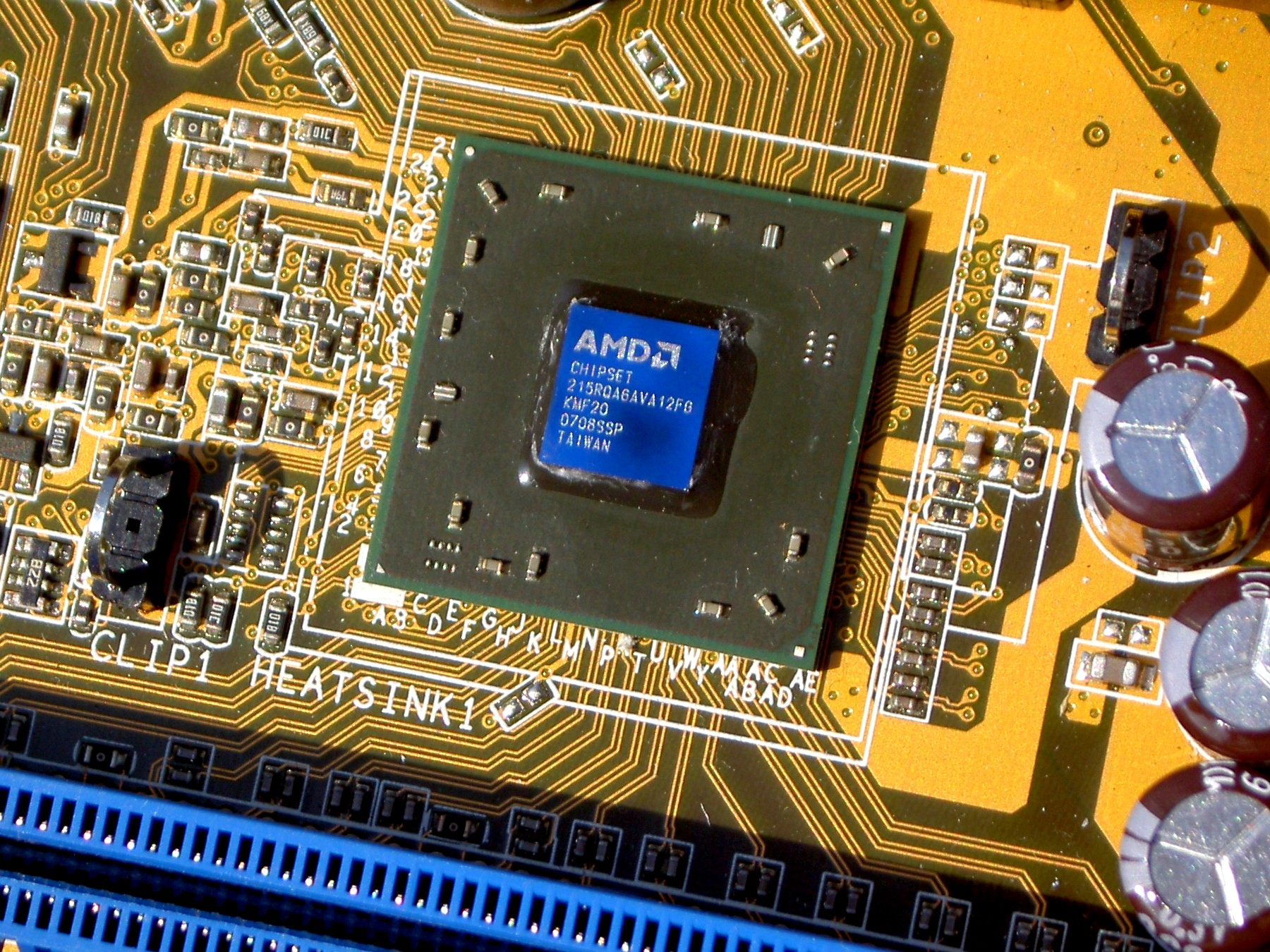
Chipset AMD 690G wraz ze zintegrowaną kartą graficzną Radeon X1250 zabudowany na płycie głównej

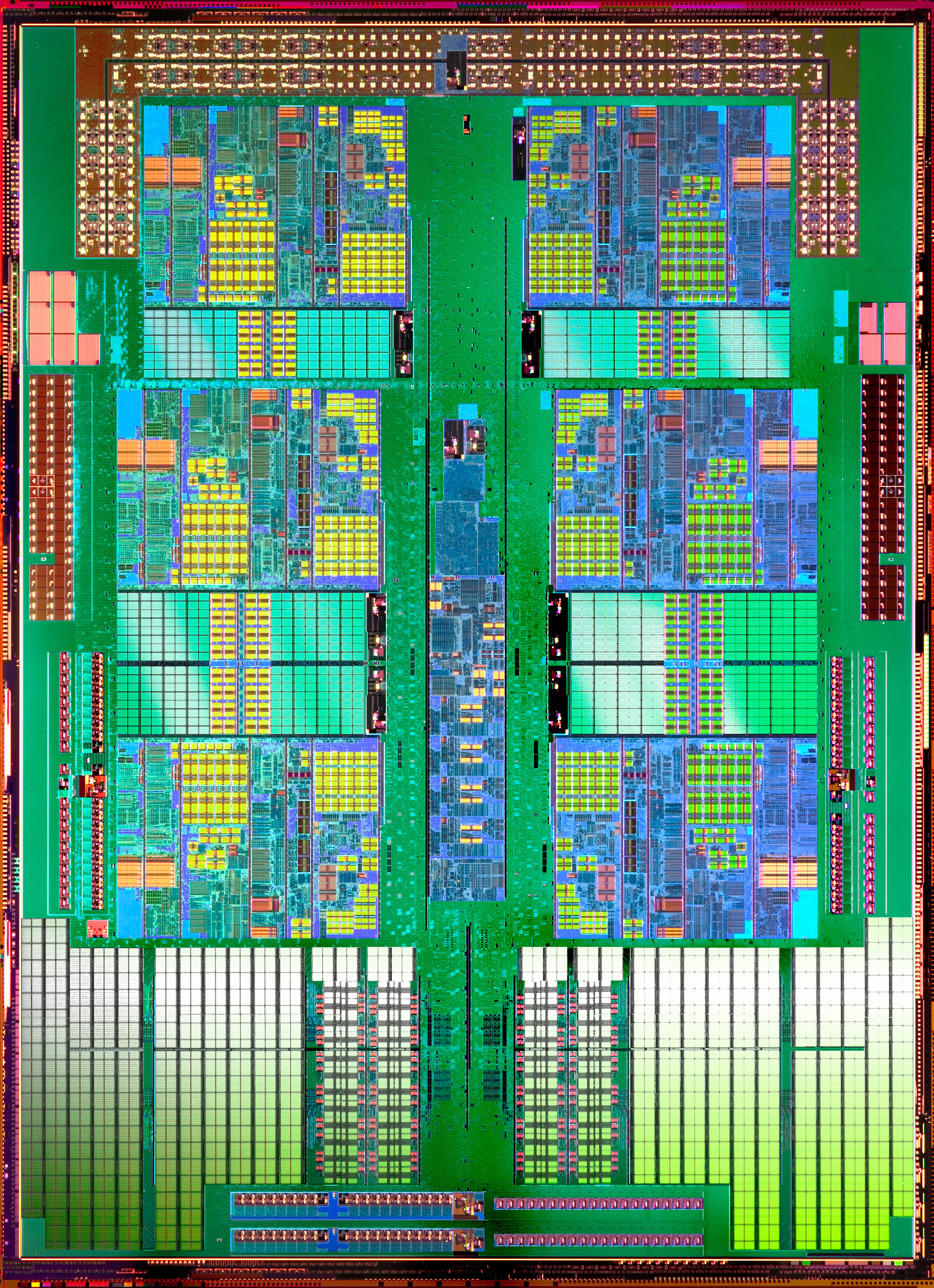
Położenie sześciu rdzeni w procesorze AMD Opteron przeznaczonym do zastosowań serwerowych

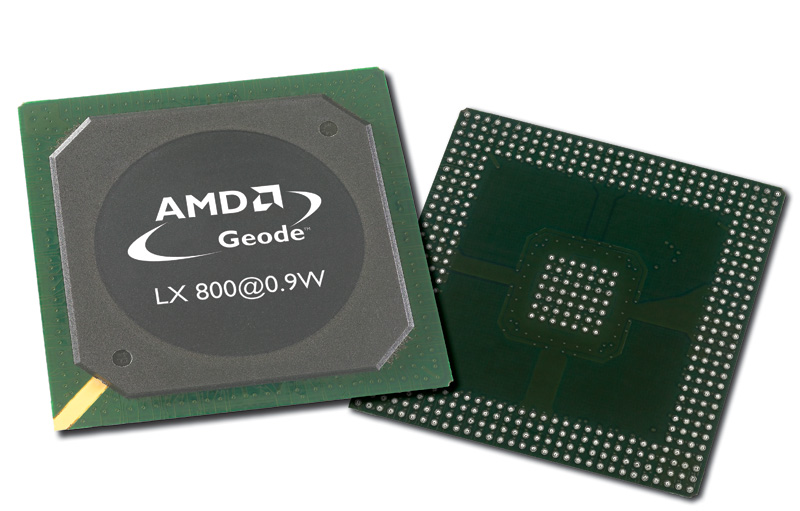
Procesor AMD Geode LX 800 przeznaczony dla systemów wbudowanych

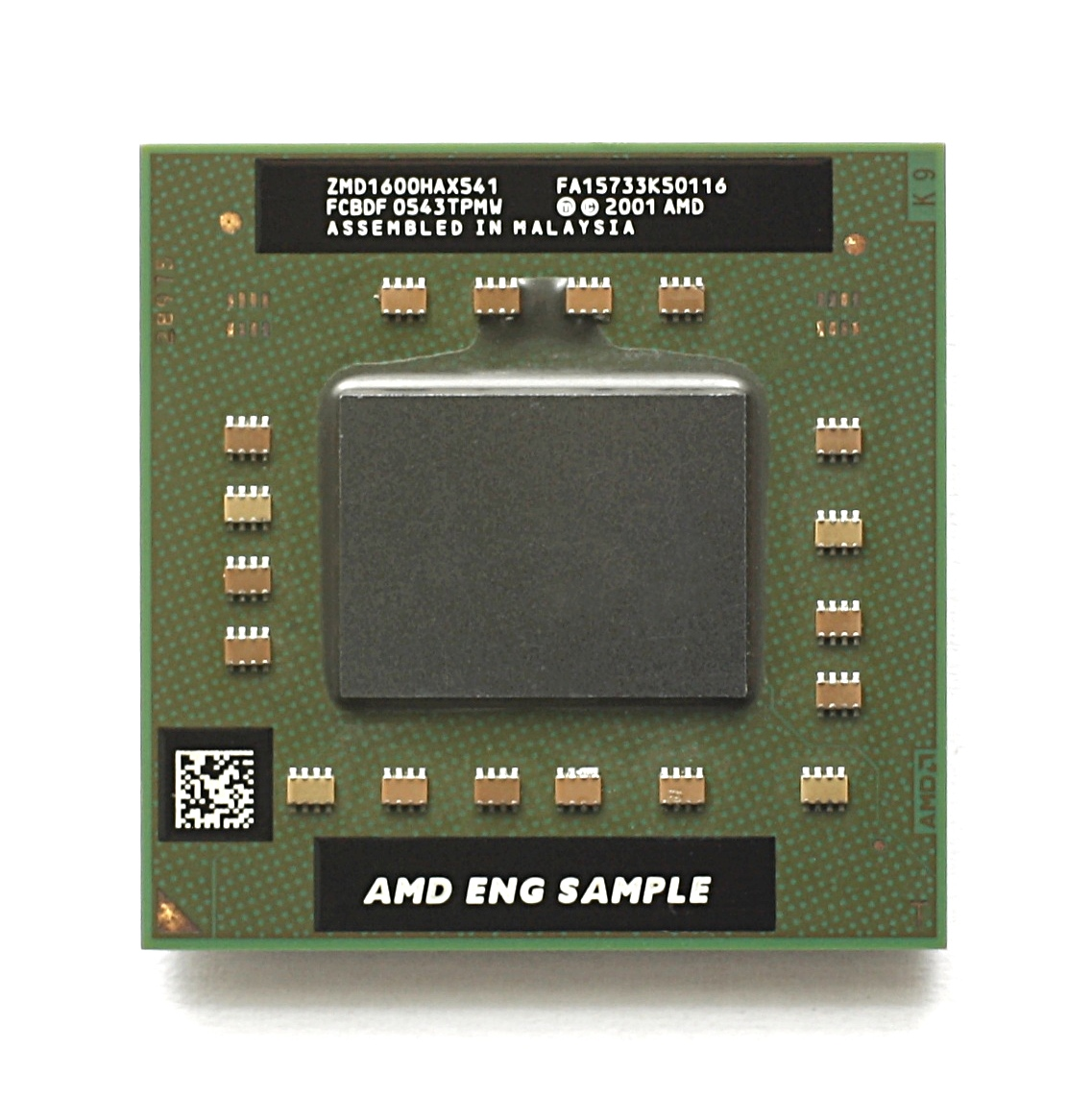
Procesor AMD Turion 64 X2 w wersji inżynieryjnej przeznaczony do komputerów przenośnych

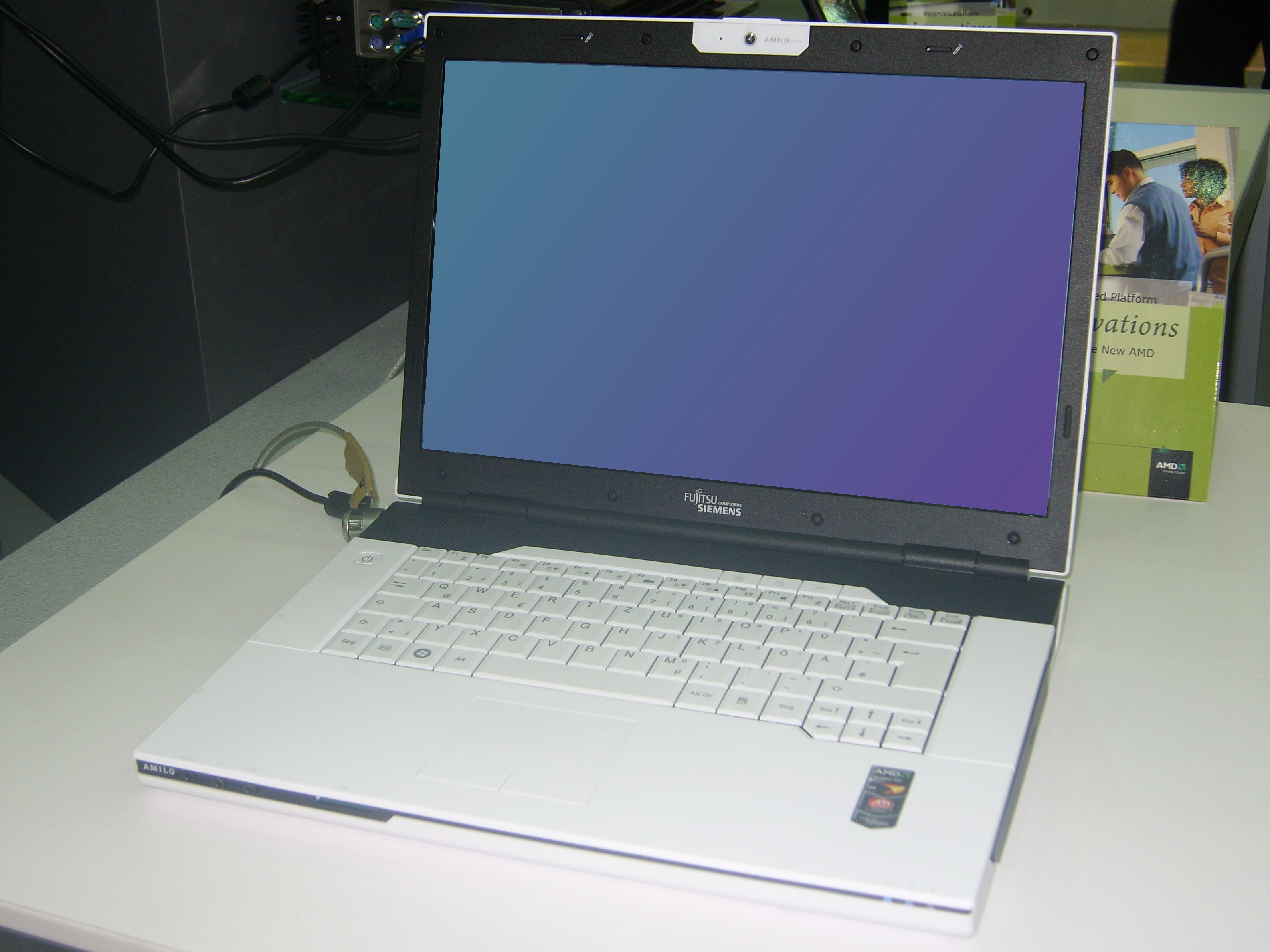
Laptop Fujitsu-Siemens Amilo XA3530 oparty na platformie mobilnej AMD

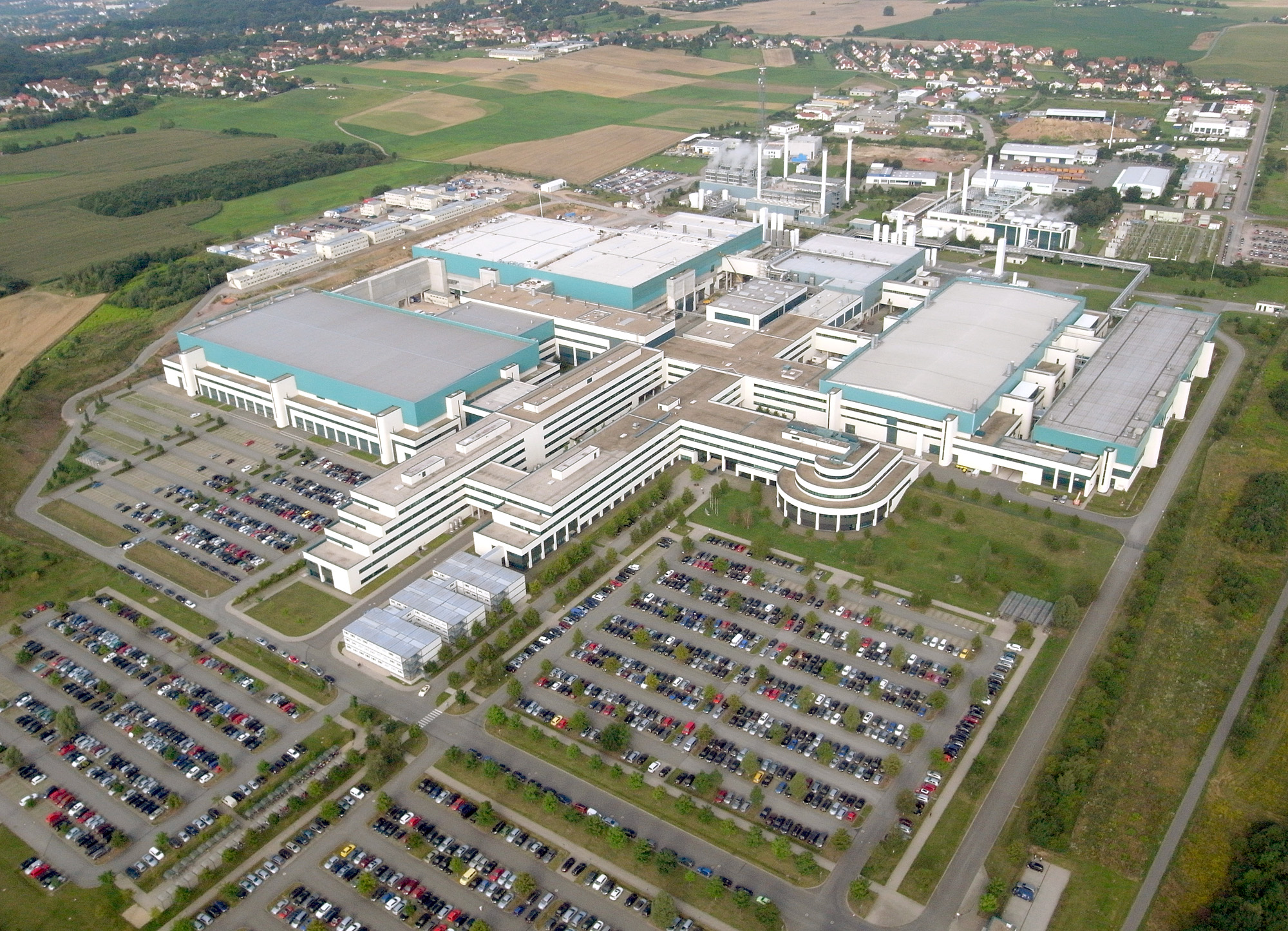
Zakład Fab 1 w Dreźnie produkujący układy AMD należący do GlobalFoundries

Advanced Micro Devices, Inc., AMD – amerykańskie przedsiębiorstwo produkujące elektronikę (głównie układy scalone) dla użytkowników domowych i firm z siedzibą w Santa Clara. Do głównych produktów AMD należą mikroprocesory, chipsety do płyt głównych, systemy wbudowane, FPGA oraz procesory graficzne dla serwerów, stacji roboczych i komputerów PC.
AMD jest drugim na świecie producentem procesorów opartych na architekturze x86 oraz jednym z największych producentów procesorów graficznych. Ponadto posiada 8,6% akcji spółki Spansion, producenta nieulotnej pamięci flash.
AMD jest jedynym znaczącym rywalem firmy Intel w produkcji procesorów dla komputerów osobistych. Obydwa przedsiębiorstwa zajęły 99,1% rynku (Intel 80,3%, AMD 18,8%) procesorów w trzecim kwartale 2011 roku. Podobnie AMD i jego konkurent – firma Nvidia – dominują rynek procesorów graficznych, zajmując odpowiednio 33,39% i 43,99% rynku w grudniu 2011 roku (przy 6,14% wyniku Intela). Udział procesorów x86 na rynku w II kwartale 2022 wynosi 36,4%.
W 2012 roku na procesorze AMD ustanowiono rekord świata w podkręcaniu procesora (overclocking) wynoszący około 8709.06 MHz. Rekord ten został pobity dopiero w 2022 przez Intel Core i9-13900K, który uzyskał wynik 8812,85 MHz.

## Historia
Przedsiębiorstwo zostało założone 1 maja 1969 przez grupę, która odeszła z Fairchild Semiconductor, w tym Jerry’ego Sandersa, Edwina Turneya, Johna Careya, Svena Simonsena, Jacka Gifforda i trzech menedżerów z grupy Giffords: Franka Botte’a, Jima Gilesa oraz Larry’ego Stengera. Przedsiębiorstwo zaczęło produkować układy logiczne, po czym w 1975 roku rozpoczęło produkcję pamięci RAM. W tym samym roku, dzięki inżynierii odwrotnej, firma wyprodukowała klon mikroprocesora Intel 8080. W tym okresie AMD opracowywało i produkowało procesory w technologii bit slice (rodzina AMD Am2900), które były wykorzystywane w mikrokomputerach. W 1979 roku AMD zadebiutowało na nowojorskiej giełdzie. W tym samym roku rozpoczęło produkcję w nowej fabryce w Austin.
W 1991 roku firma wypuściła pierwsze procesory z serii Am386, a dwa lata później ukazały się pierwsze układy w serii Am486. W 1994 roku AMD i Compaq podpisały umowę o współpracy, dzięki czemu procesory z serii Am486 znalazły się w zestawach komputerowych tej firmy. Rok później ukazały się układy AMD K5 – pierwsze procesory opracowane całkowicie niezależnie przez firmę. W 1996 roku AMD przejęło spółkę produkującą mikroprocesory NexGen, natomiast w 1997 roku ukazały się układy AMD K6, które spowodowały spadek cen komputerów poniżej kwoty tysiąca dolarów za sztukę, przez co stały się one dostępne dla szerokiej rzeszy konsumentów.
W 1999 roku pojawiły się pierwsze procesory z rodziny AMD Athlon. Rok później na procesorach z tej rodziny zostało po raz pierwszy w historii osiągnięte taktowanie 1 GHz. W 2001 roku zadebiutował pierwszy wieloprocesorowy układ AMD – AMD Athlon MP, a technologia AMD HyperTransport została zaadaptowana przez firmy Agilent, Apple, Broadcom, Cisco Systems, IBM, NVidia, Sun Microsystems oraz Texas Instruments. W 2002 roku debiut miała technologia Cool’n’Quiet.
W 2003 roku ukazały się procesory AMD Athlon 64 oraz AMD Opteron, a przedsiębiorstwo podpisało dwie umowy: o współpracy w zakresie rozwoju technologii produkcji z IBM oraz o strategicznym sojuszu z Sun Microsystems. W następnym roku ukazał się pierwszy na świecie dwurdzeniowy procesor wykonany w technologii x86 produkcji AMD. Procesory AMD Athlon 64 oraz AMD Turion 64 ukazały się w 2005 roku.
W 2006 roku AMD zostało członkiem założycielem The Green Grid – organizacji mającej na celu zmniejszenie ilości energii elektrycznej zużywanej przez podzespoły elektroniczne. W tym samym roku firma zaprezentowała pierwszy natywny czterordzeniowy procesor wykonany w technologii x86 oraz przejęła firmę ATI za kwotę 5,4 miliarda dolarów. W 2008 roku ukazała się technologia Cinema 2.0 oraz rozpoczął się projekt AMD Changing the Game mający na celu poprawienie umiejętności technicznych i socjalnych wśród dzieci poprzez tworzenie gier komputerowych zawierających odpowiednie treści.
W 2009 roku przedsiębiorstwo zawarło z Intelem porozumienie w sprawie procesów antymonopolowych, ponadto Intel zobowiązał się do zapłaty 1,25 miliarda dolarów na rzecz AMD i przestrzegania zasad etyki biznesowej. W tym roku rozpoczęły się projekty AMD VISION oraz Eyefinity, ukazała się platforma Yukon przeznaczona dla notebooków, a przedsiębiorstwo potwierdziło wyprodukowanie 500-milionowego procesora. W 2010 roku ukazała się platforma AMD Fusion oraz pierwsze na świecie ośmio- i dwunastordzeniowe procesory w architekturze x86 AMD Phenom. W 2011 roku ukazała się rodzina układów APU łącząca w sobie cechy procesora i karty graficznej.

## Produkty

### Procesory
Przedsiębiorstwo jest najbardziej znane z produkcji procesorów, które tworzy od 1982 roku, kiedy podpisało umowę z Intelem na produkcję procesorów Intel 8086. Do 1996 roku przedsiębiorstwo oferowało klony procesorów firmy Intel oraz układy dla mikrokomputerów.
Do procesorów zaprojektowanych bezpośrednio przez AMD należą następujące generacje układów (pochyloną czcionką zaznaczono układy obecnie nieprodukowane):
- AMD K5 – pierwsza zaprojektowana od podstaw rodzina procesorów AMD. Bazowała na architekturze RISC, nie obsługiwały instrukcji MMX. Produkowane były w dwóch odmianach: 5k86 oraz K5. Produkowane były w 1996 roku.
- AMD K6 – rodzina bazująca na procesorze Nx686 firmy NexGen przejętej przez AMD. Jako pierwsze obsługiwały instrukcje MMX. Podobnie jak rodzina K5 były produkowane w dwóch odmianach: Model 6 i Model 7. Były produkowane od lipca 1997 do 1998 roku.
- AMD K6-2 – rodzina procesorów mająca konkurować z Pentium II. Jako pierwsza posiadała wbudowaną obsługę operacji zmiennoprzecinkowych SIMD pod nazwą 3DNow!. Produkowano je w latach 1998–1999.
- AMD K6-III – ostatnia i najwydajniejsza rodzina procesorów przeznaczonych dla gniazd Socket 7 powstająca od 1999 do 2000 roku. Posiadały trzy poziomy pamięci podręcznej.
- Athlon – duża rodzina procesorów należąca do serii K7. Powstało łącznie sześć generacji tych układów, które były produkowane przez sześć lat, od 1999 do 2005 roku. Do rodziny należą układy Athlon XP oraz Athon XP-M (inaczej zwany Mobile Athlon XP).
- Duron – niskobudżetowa rodzina procesorów należąca również do serii K7. Stanowiły tańszą alternatywę dla procesorów Athlon. Powstały trzy generacje nazwane Spitfire, Morgan oraz Applebred. Powstawały w latach 2001–2004.
- Geode(inne języki) – rodzina procesorów przeznaczona dla systemów wbudowanych tworzona od 1999 roku. Powstały na bazie układów MediaGX firmy Cyrix i są uznawane za ich kontynuację. Pierwotnie były produkowane przez firmę National Semiconductor, w 2003 roku dział odpowiedzialny za procesory Geode przejęło AMD.
- Sempron – rodzina niskobudżetowych procesorów produkowana od 2004 roku. Zastąpiła rodzinę Duron. Powstały wersje 32-bitowe oraz 64-bitowe należące do wszystkich serii procesorów AMD od K7 wzwyż. Istnieje również odmiana procesorów przeznaczona dla laptopów pod nazwą Mobile Sempron[12].
- Athlon 64 – rodzina procesorów tworzona od 2003 roku należąca do serii K8. Dzięki technologii AMD64 obsługiwała jednocześnie instrukcje 32-bitowe oraz 64-bitowe. Zastosowano w nich wbudowany kontroler pamięci, a rdzeń został dla bezpieczeństwa osłonięty miedzianą płytką. Do rodziny należą układy z serii Athlon Neo przeznaczone dla supercienkich komputerów.
- Opteron – rodzina procesorów przeznaczonych do serwerów i klastrów komputerowych należąca do serii K8. Posiadają zintegrowany kontroler pamięci DRAM, interfejs HyperTransport. Są wykonane w wieloprocesorowej architekturze NUMA. Są budowane od 2003 roku.
- Athlon 64 X2 – pierwsza rodzina dwurdzeniowych procesorów AMD tworzona od 2005 roku. Jako jedyne należą do rodziny K9. Obsługują instrukcje SSE3, wykonuje się je w technologii 90 nm lub 65 nm. Rozwinięciem tej rodziny są procesory Athlon X2.
- Athlon 64 FX – rozwinięcie rodziny Athlon 64 z układami przeznaczonymi głównie dla graczy. Posiadały najwyższe częstotliwości zegara ze wszystkich procesorów Athlon. Bezpośrednio z nich wywodzi się platforma AMD Quad FX.
- Turion – rodzina procesorów przeznaczona dla komputerów przenośnych istniejąca od 2005 roku. W jej skład wchodzą układy z rodzin Turion 64, Turion 64 X2, Turion X2 Ultra (seria K8), Turion II oraz Turion II Ultra (seria K10). Wszystkie układy charakteryzuje niski pobór mocy nieprzekraczający 35 watów.
- Phenom – rodzina wielordzeniowych procesorów należąca do serii K10 będąca następcą rodziny Athlon 64. Powstała w 2007 roku. Układy charakteryzują się współdzieloną 2 MB pamięcią cache L3, wykorzystują technologię HyperTransport 3.0 oraz posiadają zwiększoną komunikację międzyprocesową.
- Phenom II – rodzina wielordzeniowych procesorów będąca następczynią rodziny Phenom. Istnieje od 2008 roku. Należą do serii K10. Procesory z tej rodziny posiadają od dwóch do sześciu rdzeni, wykonane są w technologii 45 nm[13].
- Athlon II – rodzina wielordzeniowych procesorów powstała w 2009 roku jako uzupełnienie rodziny Phenom II. Podobnie jak Phenomy, należą do serii K10. Procesory z tej rodziny zawierają od dwóch do czterech rdzeni i są wykonane w technologii 45 nm lub 32 nm[14].
- Bobcat – rodzina procesorów przeznaczona dla komputerów przenośnych powstała w 2011 roku. Układy posiadają jeden lub dwa rdzenie, a ich pobór mocy nie przekracza 18 watów. Procesory z tej rodziny są wykorzystywane do produkcji układów APU AMD Fusion[15].
- AMD FX – rodzina wielordzeniowych procesorów powstała w 2011 roku, znana również pod kodową nazwą Bulldozer. Była tworzona od podstaw, nie jest kontynuacją ani rozwinięciem żadnej z poprzednich rodzin. Wspiera zestawy instrukcji XOP oraz FMA. Układy są budowane w technologii 32 nm i zawierają od czterech do ośmiu rdzeni. Podzielone są na cztery generacje: pierwszą (2011 rok), drugą (2012 rok), trzecią (2013 rok) oraz czwartą (2014 rok). Od drugiej generacji procesory z tej rodziny mają występować w układach APU z rodziny AMD Fusion[16].
- AMD RYZEN – Rodzina wielordzeniowych procesorów opartych na architekturach Zen (14 nm), Zen+ (12 nm), Zen2 (7 nm) oraz Zen3 (7 nm) korzystających z gniazda AM4. Pierwsze procesory na architekturze Zen zostały wydane 2 marca 2017 roku. Obsługłują technologię SMT (symultaniczna wielowątkowość) zamiast CMT (klastrowa wielowątkowość). II generacja wprowadziła poprawki m.in. obsługę szybszych pamięci RAM, dwa razy większa ilość cache w porównaniu do Zen pierwszej generacji, większe IPC w porównaniu do pierwszej generacji i wyższe zegary.
- AMD Epyc(inne języki) - wielordzeniowe procesory x86-64 oparte na architekturze AMD Zen. Posiadają dodatkowe funkcje klasy korporacyjnej, takie jak większa liczba rdzeni, więcej ścieżek PCI Express, obsługa większych pojemności pamięci RAM i większą pamięć podręczną. Obsługują konfiguracje wieloukładowe i dwugniazdowe dzięki zastosowaniu szyny Infinity Fabric.

Serie procesorów AMD są oznaczane przez literę K i cyfrę (dla przykładu seria AMD K6). Zostało to zapoczątkowane w 1996 roku. Litera K jest odniesieniem do Kryptonitu – fikcyjnej substancji, która jako jedyna mogła zranić Supermana – bohatera licznych komiksów i filmów. Była to aluzja do firmy Intel, która wtedy panowała niepodzielnie na rynku procesorów.
W czerwcu 2022 najszybszy superkomputer na świecie Frontier, który został zbudowany przez AMD i został uznany za najszybszy na świecie superkomputer, a zarazem pierwszy, który złamał barierę wydajności 1 exaflopa (w przybliżeniu 1.102).

### Karty graficzne
Po przejęciu ATI Technologies AMD sformowało AMD Graphics Product Group i dokonało restrukturyzacji części produktów. Od 2010 roku wszystkie karty graficzne są sprzedawane pod nazwą AMD. Przedsiębiorstwo oferuje obecnie następujące serie produktów:
- Radeon – karty graficzne przeznaczone dla komputerów osobistych
- Mobility Radeon – karty graficzne przeznaczone dla notebooków i urządzeń przenośnych
- AMD FirePro – karty graficzne przeznaczone dla stacji roboczych, są bezpośrednimi następcami serii ATI FireGL i Ati FireMV(inne języki)[19]
- AMD FireStream(inne języki) – procesory strumieniowe zaprojektowane do wykorzystania przetwarzania strumieniowego i techniki GPGPU do obliczeń na liczbach zmiennoprzecinkowych; są przeznaczone do zastosowań naukowych i finansowych

Wszystkie produkty mają dostosowane do siebie sterowniki o nazwie AMD Catalyst (poprzednio Ati Catalyst) dostępne dla większości systemów operacyjnych: Windows XP, Windows Vista, Windows 7, Mac OS X oraz Linux. Dla systemów z rodziny Linux są również dostępne sterowniki open-source tworzone przy wsparciu AMD.

### Chipsety
Przed ukazaniem się procesorów z serii Athlon 64 AMD produkowało chipsety do swoich procesorów z generacji K6 i K7. Powstały wtedy układy AMD-640, AMD-751 oraz AMD-761. Sytuacja zmieniła się w 2003 roku wraz z pojawieniem się procesorów Athlon 64, kiedy firma zdecydowała się na otwarcie platformy komputerów osobistych i zezwolenie innym firmom na produkcję chipsetów. Cały projekt nazwano Open Platform Management Architecture, a firmy takie jak ATI Technologies, VIA, SiS oraz Nvidia rozpoczęły rozwój własnych chipsetów. Po przejęciu ATI Technologies AMD przejęło również dział odpowiedzialny za projektowanie i produkcję chipsetów z serii Radeon Xpress. Dokonano wtedy zmiany nazwy układów tak, by wszystkie były pod marką AMD (przykładowo chipset CrosFire Xpress 3200 został przemianowany na AMD 580X CrossFire Chipset). W lutym 2007 roku ukazały się układy AMD 690G zawierające zintegrowaną kartę graficzną. Te układy były pierwszymi chipsetami pod marką AMD od 2004 roku. Na przełomie lat 2007 i 2008 ukazały się nowe chipsety z serii AMD 700 projektowane dla pierwszych procesorów Phenom. W 2009 roku pojawiły się chipsety z serii AMD 800, dostosowane do zastosowań w serwerach, obsługujące procesory do gniazda Socket AM3. W 2011 roku ukazała się obecnie kolejna generacja chipsetów AMD – seria 900 – przeznaczona dla procesorów z serii Phenom II, Athlon X2, Athlon X3, Athlon X4 oraz AMD FX. W 2017 zostały wydane chipsety z serii 300, obsługujące procesory Ryzen oraz Threadripper.

### Platforma AMD Live!
Od 2007 roku istnieje platforma marketingowa AMD Live! skupiająca się na elektronice użytkowej mająca na celu zapewnienie wsparcia twórców i producentów dla produkowanego sprzętu. Można ją podzielić na dwa segmenty: software’owy skupiający się na aplikacjach internetowych i systemach multimedialnych oraz hardware’owy skupiony na zapewnieniu możliwości obsługi przez sprzęt systemów multimedialnych i połączeniu komputera osobistego z elektroniką użytkową.

### Platforma AMD Quad FX
Platforma AMD Quad FX pozwala na połączenie dwóch procesorów na jednej płycie głównej z podstawką Socket F dzięki technologii HyperTransport, które jest podobne do rozwiązania stosowanego w dwurdzeniowych serwerach. W tym połączeniu każdy procesor posiada własną dedykowaną pamięć. Do połączenia wykorzystywane są procesory Athlon 64 FX, Opteron lub Phenom FX.

### Platformy dla komputerów osobistych
Od 2007 roku AMD, podobnie jak Intel, używa kryptonimów do oznaczenia swoich platform dla komputerów osobistych, jak Spider czy Dragon. Platformy AMD, w przeciwieństwie do Intela, są co roku aktualizowane, przy czym nacisk kładzie się w nich na specyfikację techniczną. Platforma zawiera procesor, chipset, kartę graficzną oraz pozostałe niezbędne komponenty. Idąc w kierunku otwarcia platformy, AMD pozwala na zamieszczanie w nich komponentów innych firm, jak Nvidia, VIA czy SiS.

### Systemy wbudowane
W lutym 2002 roku AMD przejęło spółkę Alchemy Semiconductor produkującą procesory Alchemy wykonane w architekturze MIPS przeznaczone dla przenośnych odtwarzaczy multimedialnych, jednak 13 czerwca 2006 roku firma ogłosiła, że linia produkcyjna zostanie przeniesiona do firmy Raza Microelectronics, Inc., zajmującej się produkcją procesorów MIPS dla systemów wbudowanych. W 2003 roku AMD przejęło linię produkcyjną procesorów Geode od firmy National Semiconductor. Układy Geode zostały wkrótce rozbudowane o nowe rozwiązania stosowane w procesorach z rodziny Athlon. Procesory z tej rodziny są szeroko wykorzystywane, między innymi w automatach do gier, komputerach typu Ultra-Mobile PC oraz komputerach przeznaczonych dla dzieci w krajach rozwijających się.
Obecnie AMD rozwija różne rodzaje rozwiązań przystosowanych do systemów wbudowanych. Poza procesorami Geode do systemów wbudowanych przeznaczone są układy z rodzin Athlon, Athlon II, Phenom II, Sempron oraz Turion. Istnieją również chipsety dla systemów wbudowanych (układy SB600, SB7710, SP5100 oraz SB 8X0), karty graficzne (głównie serie ATI Radeon E oraz AMD Radeon E) oraz rozwiązania dostosowane do zastosowań specjalistycznych, jak systemy telekomunikacyjne, elektroniczne punkty sprzedaży oraz systemy przechowywania danych.

### Platformy mobilne
AMD zaczęło prace nad własną platformą mobilną w 2003 roku, która miała być oparta na procesorach Sempron, Athlon 64 oraz Turion. W 2006 roku ukazała się platforma Kite oparta na 64-bitowych procesorach Sempron oraz Turion 64. Rok później platforma została odświeżona, tzw. wersja Kite Refresh. W 2008 roku ukazała się platforma trzeciej generacji o nazwie Puma oparta na 64-bitowych układach Sempron i dwurdzeniowych Turion X2 Ultra, zawierała zintegrowany układ graficzny z serii Radeon HD3000. W 2009 roku ukazały się trzy platformy: Yukon i Congo przeznaczone dla małych komputerów przenośnych oraz Tigris przeznaczona dla komputerów przenośnych, oparta na procesorach wykonanych w technologii 45 nanometrów. Podobna sytuacja nastąpiła w 2010 roku, kiedy AMD wypuściła na rynek dwie platformy: Nile dla małych komputerów przenośnych oraz Danube dla notebooków. W 2011 roku ukazały się platformy Brazos (dla netbooków) i Sabine (dla notebooków) oparte na układach typu APU AMD Fusion oraz zinterowanych kartach graficznych Radeon HD 6xxx.

### Oprogramowanie
AMD rozwija projekty związane z otwartym oprogramowaniem. Przedsiębiorstwo wspiera rozwój systemu operacyjnego OpenSolaris oraz technologii wirtualizacji Sun xVM. W 2008 roku przedsiębiorstwo udostępniło specyfikację programowania niskiego poziomu dla swoich kart graficznych, dodatkowo współpracuje z X.Org Foundation nad rozwojem sterowników dla swoich układów graficznych. AMD bierze udział w pracach nad systemem coreboot – otwartym projektem mającym zastąpić BIOS. Ponadto przedsiębiorstwo rozwija na licencji wolnego oprogramowania biblioteki Framewave oraz AMD Core Math Library.

## Produkcja
Od 2009 roku za produkcję układów AMD odpowiada spółka GlobalFoundries utworzona po rozdzieleniu działu zajmującego się produkcją.

## Wyróżnienia
- AMD znalazło się na piątym miejscu w rankingu 10 Firm Najgodniejszych Zaufania z 2011 roku[27].
- 7 z 10 najszybszych komputerów świata znajdujących się na liście TOP500 z 2009 roku była wyposażona w procesory AMD[28].